# Hoplitis anonyma
Hoplitis anonyma är en biart som först beskrevs av Cameron 1904.  Hoplitis anonyma ingår i släktet gnagbin, och familjen buksamlarbin. Inga underarter finns listade i Catalogue of Life.